# Be'er Tuvia
Le conseil régional de Be'er Tuvia, en hébreu : מועצה אזורית באר טוביה, est situé dans le district sud en Israël. Sa population s'èlève, en 2016, à 22 517 résidents.

## Liste des communautés
- Ahva (en)
- Arugot (en)
- Avigdor (en)
- Azrikam (en)
- Beer-Touvia
- Beit Ezra (en)
- Itzaron
- Ezer
- Emunim (en)
- Giv'ati (en)
- Hatzav (en)
- Hatzor (en)
- Kannot (en)
- Kfar Ahim
- Kfar-Warburg
- Neve Mivtah (en)
- Nir Banim (en)
- Orot (en)
- Sde Uziyahu (en)
- Shtulim (en)
- Talmei Yehiel (en)
- Timorim (en)
- Yenon (en)

## Source de la traduction
- (en) Cet article est partiellement ou en totalité issu de l’article de Wikipédia en anglais intitulé « Be'er Tuvia Regional Council » (voir la liste des auteurs).